# Elecciones generales de Anguila de 1980
Elecciones generales tuverion lugar en Anguilla el 28 de mayo de 1980. El resultado fue una victoria para el Movimiento Unido de Anguila, el cual ganó seis de los siete escaños en la Asamblea.